# 侯雪静
侯雪静，中华人民共和国记者、全国脱贫攻坚先进个人。

## 生平
侯雪静毕业于中国传媒大学，毕业后担任任新华社国内新闻编辑部中央新闻采访中心经济采访室记者、经济分析师。原先为财经记者，脱贫攻坚战打响后参与大量扶贫报道。
2019年，被表彰为关注森林活动20周年突出贡献个人。因在脱贫攻坚战中作出突出贡献，2021年2月25日全国脱贫攻坚总结表彰大会上，侯雪静被授予“全国脱贫攻坚先进个人”。